# 卡氏地蛛
卡氏地蛛（学名：Atypus karschi）为地蛛科地蛛属的动物。分布于日本、台湾岛及中国大陆的湖南等地，其種名是為了紀念蛛形動物學家Ferdinand Karsch。

## 特徵
雌蛛約17-18釐米，雄蛛約12-13釐米。全身為黑色或褐色，具金屬光澤。頭胸部略呈前寬後窄的梯形，頭胸部的前端較隆起，頸溝放射溝明顯，八眼集成一團。螯肢發達，幾乎與頭胸部一般大，腹部卵形，黑褐色被有黃褐色毛，前方背面有一片幾丁質板。步足粗壯；若蛛體色呈琥珀色，螯肢與成蛛一樣發達。絲疣3對，後絲疣超過腹部末端。雄蛛與雌蛛外形幾乎相同，唯幾丁質板更發達。

## 習性
巢穴呈管狀，通常將巢穴築在陰暗山壁或樹幹的根部，最頂端被封起，以防止掠食者，其中一半暴露於地面上，此部管狀巢常依附在植物莖幹或石頭上，其餘伸入至地下。絲管上黏覆小砂石或枯葉，因形似枯枝。狩獵時躲在巢穴的中間位置，當獵物爬過巢穴，便透過有如絲襪般的管壁咬住獵物，再將獵物拖回地下享用，破掉處再補起即可。